# Zlatko Maršalek
Zlatko Maršalek (* 5. Februar 1955 in Sarajevo) ist ein ehemaliger jugoslawischer Fußballspieler.

## Karriere

### Vereine
Maršalek kam in seiner Spielerkarriere als Torhüter für den im bosnischen Bihać ansässigen NK Jedinstvo Bihać, für den im serbischen Novi Sad ansässigen FK Vojvodina und für den im bosnischen Zenica ansässigen NK Čelik Zenica zum Einsatz.
Zuletzt war er vom 1. Juli 2012 bis 30. Juni 2013 als Co-Trainer des FK Radnički Lukavac tätig.

### Nationalmannschaft
Maršalek spielte im Jahr 1978 unter Trainer Otto Barić für die Amateurnationalmannschaft Jugoslawiens im Wettbewerb um den UEFA-Amateur-Cup. Am 15. Mai erreichte seine Mannschaft – nachdem sie sich zuvor im Halbfinale mit 3:1 im Elfmeterschießen gegen die Amateurnationalmannschaft Deutschlands durchgesetzt hatte – das Finale. In Athen wurde die Amateurnationalmannschaft Griechenlands mit 2:1 n. V. bezwungen.

## Erfolge
- UEFA Amateur Cup-Sieger 1978